# Ruy Barbosa
Ruy Barbosa là một đô thị thuộc bang Bahia, Brasil. Đô thị này có diện tích 2128,936 km², dân số năm 2007 là 28278 người, mật độ 13,3 người/km².